# Ants Antson
Ants Arturovič Antson (Tallinn, 11 novembre 1938 – 31 ottobre 2015) è stato un pattinatore di velocità su ghiaccio sovietico, dal 1991 estone.

## Biografia
Ottenne la medaglia d'oro ai giochi olimpici di Innsbruck del 1964 nella specialità dei 1500m, mentre l'11 febbraio dello stesso anno stabilì ad Oslo un record mondiale nei 3000m, con 4 min 27 s 3. Fu inoltre il portabandiera dell'Estonia ai giochi olimpici di Albertville del 1992.
Dal 1965 al 1972 è stato sposato con l'attrice Eve Kivi.